# Johann Ernst Rembt
Johann Ernst Rembt (getauft 27. August 1749 in Suhl; † 26. Februar 1810 ebenda) war ein deutscher Organist und Komponist.

## Leben

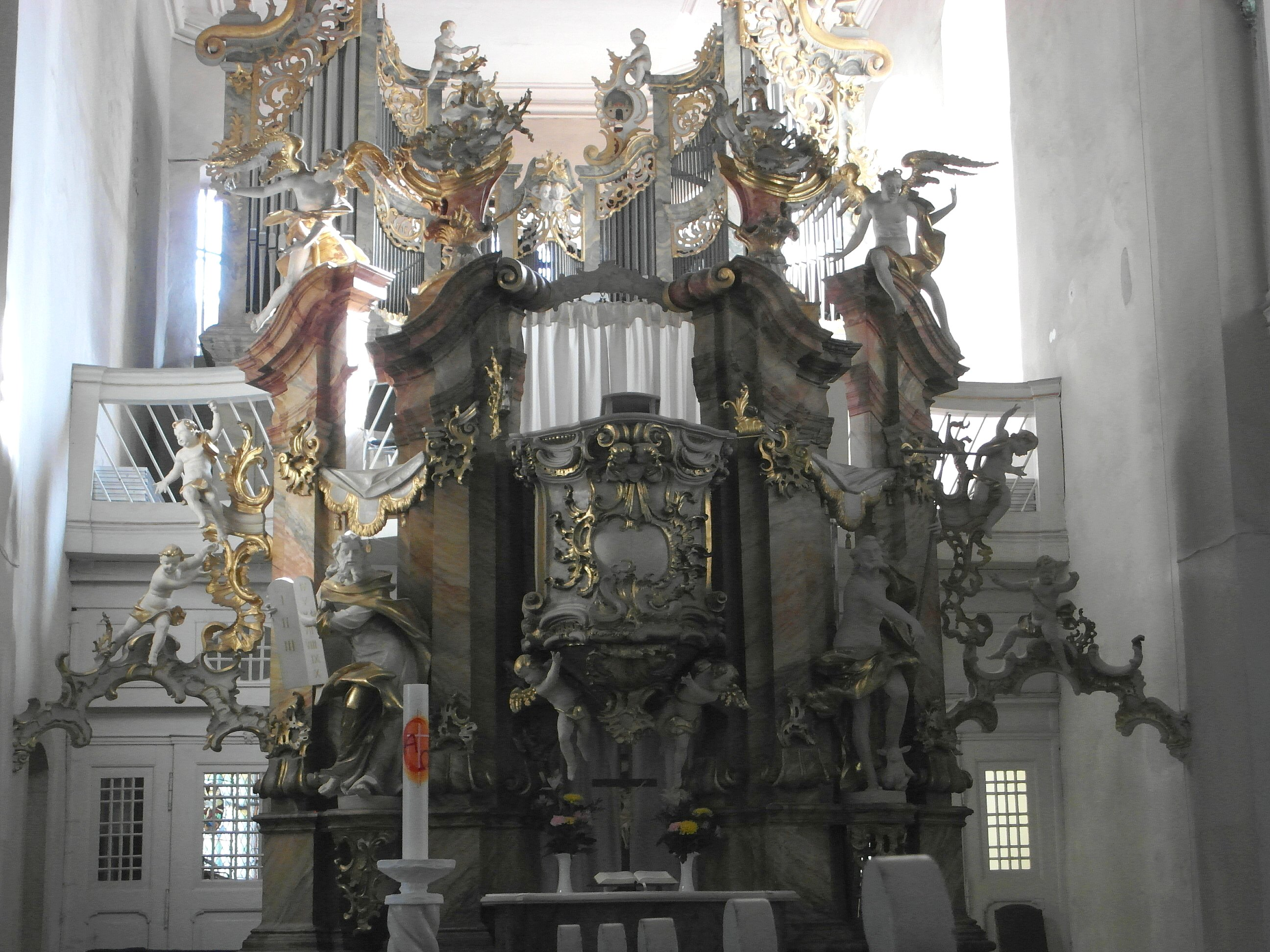
Kanzel und Wagner-Orgel (1762) zu St. Marien in Suhl

Johann Ernst Rembt wurde als Sohn des Suhler Küsters und Lehrers Johann Martin Rembt geboren. Seine musikalische Ausbildung erhielt er bei Johann Peter Kellner in Gräfenroda. 
Laut Ernst Ludwig Gerber bereiste er 1768 die Niederlande und Frankreich, wo man sein Orgelspiel bewunderte. 1772 wurde er Organist an der Suhler Kreuzkirche, 1773 an der Hauptkirche „St. Marien“. Von kleineren Reisen abgesehen, blieb er bis an sein Lebensende in Suhl tätig. 
Um 1787 nahm er mit Carl  Philipp Emanuel  Bach in Hamburg Kontakt auf, dem er seine erste Sammlung von Orgel-Trios widmete. Die 1791 erschienenen Choralvorspiele tragen eine Widmung an Johann Adam  Hiller. 

## Werke
- Sechs fugirte vierstimmige Choralvorspiele für die Orgel.
- Zwölf leichte triomässige Choralvorspiele für die Orgel.
- Sechs Trios für die Orgel.
- Funfzig vierstimmige Fugetten für die Orgel.
- Achtzehn vierstimmige Fugetten für die Orgel.
- Vom Himmel kam der Engel Schar, Weihnachtskantate.